# 世にも奇妙な物語 20周年スペシャル・秋 〜人気作家競演編〜
『世にも奇妙な物語 20周年スペシャル・秋 〜人気作家競演編〜』（よにもきみょうなものがたり 20しゅうねんスペシャル・あき にんきさっかきょうえんへん）は、フジテレビで2010年10月4日（月曜日）21:00 - 23:18に放送された「世にも奇妙な物語」の特別編。
シリーズ20周年記念としての、京極夏彦・万城目学・朱川湊人・東野圭吾・宮部みゆきとの5編のコラボ作品で、「春の特別編」に続き「秋の特別編」として制作された。
OPが新たな映像となり、またストーリーテラーであるタモリの正体の1つとして今回は黒い蝶が使われている。

## 厭な扉
- 京極夏彦とのコラボ作品。
- ストーリー
  - 家族も仕事も失って生きる希望をなくしてしまい、ホームレスに身を落とした男・引田慶治（江口洋介）。自殺をしようとする彼の前にふと、ホームレス仲間から一晩にして幸福を手に入れたホームレスと聞いていた新美禄造（笹野高史）なるナゾの紳士が現れ、彼からその「永遠の幸福」が手に入るホテルの招待状を受け取った慶治は、そのホテルに向かう。

### キャスト
- 引田慶治 - 江口洋介
- 新美禄造 - 笹野高史
- 深谷 - 神尾佑
- 男 - 田口主将、芝崎昇
- フロントマン - 天田暦
- ポーター - やべけんじ、夏山剛一

### スタッフ
- 原作：京極夏彦「厭な扉」（『厭な小説』所集 / 祥伝社）
- 脚本：正岡謙一郎
- 演出：佐藤祐市

### 備考
- 京極の作品は、2001年春の特別編（厭な子供）に続き二度目の映像化。「厭な子供」（主演：小日向文世）は本作と同じ『厭なシリーズ』である。

## はじめの一歩
- 万城目学とのコラボ作品。
- ストーリー
  - 「まずはじめに〜」が口癖の篠崎肇（大野智）は何事も順序立てて考えてから結論を言わないと気が済まないサラリーマン。その口グセを持つことに恋人の坂本みさき（田中麗奈）は不満を持っていた。そんなある日、二人のデート帰りに、周囲の時間が止まり、肇の目の前に中年の神さま（伊東四朗）と若い神さま（遠藤憲一）が現れた。時間を止めているこの間に肇の願いを叶えてくれるというが、どう見ても怪し気な神さま達に肇は不信感を拭えない。

### キャスト
- 篠崎肇 - 大野智（嵐）
- 坂本みさき - 田中麗奈
- 脇坂 - 渡辺邦斗
- 部長 - 岸博之
- 千香 - 中丸シオン
- 増田はじめ - 後藤康夫
- ウェイター - 徳秀樹
- 交通安全の神 - 遠藤憲一
- 縁結びの神 - 伊東四朗

### スタッフ
- 原作：万城目学「はじめの一歩」（書き下ろしオリジナル）
- 脚本：金子茂樹
- 演出：村上正典

## 栞の恋
- 朱川湊人とのコラボ作品。
- ストーリー
  - 邦子（堀北真希）は、古本屋である1冊の本に挟まれた栞を見つけた。栞が取り持つ、切なくて不思議な恋のお話。

### キャスト
- 加川邦子 - 堀北真希
- 高田啓二 - 竹財輝之助
- 恵美 - 澤田育子
- 女 - 井上美琴
- 帯刀耀一郎 - 比田勝憲人、地曳豪
- DJ - 大塚和彦
- 古本屋店主 - 岸部一徳

### スタッフ
- 原作：朱川湊人「かたみ歌」（新潮文庫）
- 脚本：坂元裕二
- 演出：岩田和行

### 備考
- 朱川の作品は2006年秋の特別編（昨日公園）に続き二度目の映像化。
- 物語で加川邦子が憧れているサリーは、古本屋店主を演じている岸部一徳でもある。

## 殺意取扱説明書
- 東野圭吾とのコラボ作品。
- ストーリー
  - ”殺意”の取り扱い方の説明書を手に入れた木谷晋吾（玉木宏）は、同期の川島実（塚本高史）との今までの事を思い返して、説明書通りに”殺意”を実行に移そうとする。

### キャスト
- 木谷晋吾 - 玉木宏
- 川島実 - 塚本高史
- 美由紀 - 杏さゆり
- 八屋夕子 - 野口かおる
- 社員 - 鶴田幸乃
- 解説 - 田丸楓

### スタッフ
- 原作：東野圭吾「殺意取扱説明書」（『毒笑小説』所集 / 集英社）
- 脚本：金子茂樹
- 演出：植田泰史
- 脚本協力：山浦雅大

### 備考
- 東野の作品は1999年秋の特別編（「マニュアル警察」）、2003年春の特別編（「超税金対策殺人事件」）に続き三度目の映像化である。また1999年に放送された「マニュアル警察」は同じく『毒笑小説』に収められている。

## 燔祭
- 宮部みゆきとのコラボ作品。
- ストーリー
  - 最愛の妹を殺された男・多田一樹（香川照之）と念力で火を起こす能力を持った謎の女性（広末涼子）は復讐という秘密で繋がった関係にあった。

### キャスト
- 青木淳子 - 広末涼子
- 多田一樹 - 香川照之
- 小暮昌樹 - 中村倫也
- 多田雪江 - 飛鳥凛
- 小暮太郎 - 高杉航大
- 記者 - 吹上タツヒロ
- リポーター - 池田宣大
- 子供一樹 - 米本来輝
- 子供雪江 - 篠川桃音

### スタッフ
- 原作：宮部みゆき「燔祭」（『鳩笛草』所集 / 光文社）
- 脚本：橋本裕志
- 演出：若松節朗

### 備考
- 「クロスファイア」の前日譚にあたる。

## アバンストーリー「記念日」
世にも奇妙な物語の放映作品一覧#特別編を参照。